# Liste der Biografien/Preb
Liste der Biografien |
Portal Biografien |
Personensuche
# |
A |
B |
C |
D |
E |
F |
G |
H |
I |
J |
K |
L |
M |
N |
O |
P |
Q |
R |
S |
T |
U |
V |
W |
X |
Y |
Z |
?
 
Pa |
Pc |
Pe |
Pf |
Ph |
Pi |
Pj |
Pk |
Pl |
Pm |
Pn |
Po |
Pr |
Ps |
Pt |
Pu |
Pv |
Pw |
Py
 
Pra |
Prc |
Pre |
Pri |
Prj |
Prk |
Prl |
Pro |
Prp |
Prs |
Prt |
Pru |
Prv |
Pry |
Prz
 
Prea |
Preb |
Prec |
Pred |
Pree |
Pref |
Preg |
Preh |
Prei |
Prej |
Prek |
Prel |
Prem |
Pren |
Preo |
Prep |
Prer |
Pres |
Pret |
Preu |
Prev |
Prew |
Prex |
Prey |
Prez
Die Liste der Biografien führt alle Personen auf, die in der deutschsprachigen Wikipedia einen Artikel haben. Dieses ist eine Teilliste mit 8 Einträgen von Personen, deren Namen mit den Buchstaben „Preb“ beginnt.

## Preb

### Prebb
- Prebble, Albert Davis (1873–1946), englischer Tennis- und Badmintonspieler
- Prebble, Antonia (* 1984), neuseeländische Schauspielerin
- Prebble, Jamie (* 1991), neuseeländischer Freestyle-Skisportler

### Prebe
- Prebeck, Alois (* 1904), deutscher Jurist

### Prebi
- Prebisch, Alberto (1899–1970), argentinischer Architekt und Bürgermeister von Buenos Aires
- Prebisch, Raúl (1901–1986), argentinischer Entwicklungsökonom

### Prebo
- Préboist, Paul (1927–1997), französischer Schauspieler

### Prebu
- Prebusch, Günter (* 1939), deutscher Fußballspieler